# Nomvula Kgoale
Mapula Nomvula Kgoale (* 20. November 1995 in Zebediela) ist eine südafrikanische Fußballspielerin.

## Karriere

### Klub
Von der University of Western Cape wechselte sie im Juli 2014 in die USA, um hier für die College-Mannschaft der Blue Raiders zu spielen. Im nächsten Sommer zog es sie dann noch einmal weiter zu den Tyler Apaches und im Sommer 2016 weiter zu Louisiana Lady Techsters, bei denen bis Ende 2018 verblieb.
Ab Anfang 2019 kehrte sie schließlich in ihre Heimat zurück und spielte nun für die Mannschaft der Tshwane University of Technology und ab dem nächsten Sommer noch wieder bei Western Cape.
Im Oktober 2021 schloss sie sich dann erstmals einem Klub an und wechselte dafür nach Spanien, wo sie bei CP Cacereño nun aktiv war. Ab Januar 2022 war dies dann der CD Parquesol für den sie in der Segunda División auch einige Einsätze sammelte. Im Sommer 2022 verließ sie aber Spanien wieder und kehrte nach Südafrika zurück um hier nochmal für die Mannschaft der Tshwane University of Technology zu spielen. Seit Februar 2023 ist sie hier nun auf Klubebene für den TS Galaxy Ladies FC aktiv.

### Nationalmannschaft
Mit der U17 nahm sie an der Weltmeisterschaft 2010 teil.
Ab 2019 kam sie für die A-Nationalmannschaft in ein paar Freundschaftsspielen zum Einsatz. Auch war sie Teil des Kaders beim Afrika-Cup 2022 und stand hier in vier Partien auf dem Platz. Am Ende erreichte sie mit ihrer Mannschaft das Finale und obsiegte über die Mannschaft von Marokko, womit das Team erstmals in ihrer Geschichte Afrikameister wurde. Damit qualifizierten sich diese auch für die Weltmeisterschaft 2023.